# Years of Refusal
Years of Refusal è il nono album in studio del cantante inglese Morrissey.
Pubblicato il 16 febbraio del 2009 dalla Decca Records, il disco ha debuttato al numero tre nella classifica degli album nel Regno Unito e alla posizione numero 11 negli Stati Uniti.

## Realizzazione
L'album è stato registrato, presso i Conway Recording Studios di Los Angeles, tra novembre e dicembre del 2008 e prodotto da Jerry Finn, già con Morrissey nel 2004 per You Are the Quarry, al posto del sodale Tony Visconti.
"Tony (Visconti, ndr) non è mai stato in linea per il lavoro." ha poi chiarito Morrissey in un'intervista del giugno 2008 per la rivista Hot Press "Aveva iniziato a lavorare con una band, nel Kentucky, ed era occupato con loro. Ho voluto provare di nuovo Jerry Finn, ci trovavamo nell'invidiabile situazione di aver lavorato sia con Tony che con Jerry e di aver apprezzato molto entrambi. Mi piacerebbe fare un altro album con Tony, e mi sento fortunato ad aver finalmente trovato due produttori ideali. Sono entrambi fantastici in egual misura. Mi piacerebbe averli potuti incontrare prima."
Il 9 agosto 2008, a lavoro già terminato e a seguito di un'emorragia cerebrale, Jerry Finn perse tragicamente la vita e l'etichetta decise quindi di rimandare di sei mesi l'uscita del disco.
Dei dodici brani dell'album, quattro vennero scritti dal chitarrista Boz Boorer e cinque dall'altro chitarrista Alain Whyte, il quale non ha poi partecipato (per la prima volta, dal 1992) alla registrazione del disco. Le altre tre tracce sono state composte da Jesse Tobias.
Il tastierista Michael Farrell lasciò la band prima del completamento dell'album, sostituito da Roger Manning (Air, Beck). "Ho passato più di sei settimane a registrare con Morrissey e la sua incredibile band" ricorda Manning, a proposito di quelle session "per quello che si spera diventerà la sua ultima fatica solista, entro la fine dell'anno. Io (Roger Manning, ndr) e il produttore Jerry Finn abbiamo avuto una lunga storia ricca di divertimento insieme con gruppi pop-punk come Blink-182 e ci siamo trovati entrambi ad essere invitati di nuovo insieme per il nostro secondo album con Morrissey. Penso che i fans saranno piacevolmente sorpresi da questo lavoro solista. È stato tutto registrato dal vivo, il che ha aggiunto una grande attitudine DIY punk e garage ai brani. Sono così abituato a registrare tastiere nel modo più tradizionale che chiedermi di inventare parti al volo con la band, mentre Morrissey cantava dal vivo, è stata un'esperienza molto rinfrescante e stimolante"
Da Years of Refusal sono stati tratti quattro singoli: Something Is Squeezing My Skull, All You Need Is Me, That's How People Grow Up e I'm Throwing My Arms Around Paris la cui uscita, il 9 febbraio 2009, precedette l'album di una sola settimana.

## Copertina e titolo
La foto sulla copertina del disco, che ritrae Morrissey con in braccio un bambino, venne realizzata da Jake Walters. Il bambino nella foto è Sebastien Pesel-Browne, figlio di Charlie Browne, assistente e tour manager di Morrissey. La madre di Sebastien ha conosciuto Brown durante un concerto di Morrissey, a Boston.
In un'intervista del 2009 al settimanale tedesco Der Spiegel, interrogato sull'artwork del disco, Morrissey ha dichiarato: "Voglio dimostrare, con quel ritratto, che sono diventato più morbido. Sebastien, questo è il nome del piccolo, rappresenta questo molto bene: l'apertura del mio cuore e la protezione del bambino dal mondo là fuori. Sono diventato più amabile, più rilassato. Non ho mai appartenuto a nessuna gang, ho semplicemente rifiutato più volte nella mia vita, ero sempre in guerra con il mondo. Ora sono molto più tollerante verso me stesso e verso gli altri rispetto a prima e la cosa era importante per me."
Il titolo probabilmente risale ad un incontro che Morrissey ebbe nel 2004, durante il Meltdown Festival di Londra, con la poetessa e scrittrice statunitense Maya Angelou (autrice di una poesia intitolata proprio Refusal) da cui il cantante riprese dei versi della poema No No No No, utilizzandoli poi nella colonna sonora dei suoi concerti al Millennium di Los Angeles.

## Tracce
1. Something Is Squeezing My Skull – 2:38
2. Mama Lay Softly on the Riverbed – 3:53
3. Black Cloud – 2:48
4. I'm Throwing My Arms Around Paris – 2:30
5. All You Need Is Me – 3:12
6. When Last I Spoke to Carol – 3:23
7. That's How People Grow Up – 2:59
8. One Day Goodbye Will Be Farewell – 2:56
9. It's Not Your Birthday Anymore – 5:09
10. You Were Good in Your Time – 5:01
11. Sorry Doesn't Help – 4:03
12. I'm OK by Myself – 4:47

## Formazione
- Morrissey – voce
- Boz Boorer – chitarra
- Jesse Tobias – chitarra
- Solomon Walker – basso
- Matt Walker – batteria